# Profilo Holding
Profilo Holding A.Ş. è stato un gruppo aziendale turco fondato ad Istanbul nel 1954 da Jak Kahmi operante in diversi settori.
Da piccola falegnameria con pochi dipendenti, nei decenni a seguire si espanse orientandosi in varie attività e settori, divenendo nel 1971 una grossa azienda denominata Profilo Holdings.
Il Gruppo, quotato alla borsa valori turca e impiegante circa 6.000 dipendenti, è stato costretto a dichiarare bancarotta nel novembre 2021.

## Aziende
Alla Profilo Holding fanno capo le seguenti aziende:
- Profilo Alışveriş Merkezi, catena di centri commerciali presente in tutta la Turchia;
- Profilo İnşaat Yatırım A.Ş., azienda che opera nel campo dell'edilizia;
- BSH Profilo Elektrikli Gereçler Sanayi A.Ş., azienda che produce elettrodomestici per conto della tedesca BSH Bosch und Siemens Hausgeräte, con i marchi Bosch, Siemens e Profilo, quest'ultimo utilizzato per il mercato nazionale;
- Profilo Endüstri İşletmeleri ve Ticaret A.Ş., azienda del settore finanza;
- Profilo Sanayi ve Ticaret A.Ş., azienda che opera nell'industria metalmeccanica;
- Pro/Eks Dış Ticaret A.Ş., azienda che opera nel settore della distribuzione commerciale di beni di consumo;
- Profilo Telra Elektronik Sanayi ve Ticaret A.Ş., azienda produttrice di elettronica di consumo, in particolare di televisori con i marchi Telefunken, Telra .